# Jason Alexander
Jay Scott Greenspan (Newark, New Jersey, 1959. szeptember 23. –) művésznevén Jason Alexander Tony-díjas amerikai színész, humorista, énekes és rendező.
Legismertebb szerepe George Costanza a Seinfeld vígjátéksorozatból, amely alakításáért egymást követő alkalommal Primetime Emmy-díjra és négy Golden Globe-díjra jelölték. Ismertebb szerepei még Phillip Stuckey a Micsoda nő!-ben (1990), Hugo, a vízköpő hangja a A Notre Dame-i toronyőrben és a címszereplő hangja a Duckman (1994–1997) rajzfilmsorozatban. Ezek mellett vendégszereplőként látható volt a Félig üres és A káprázatos Mrs. Maisel sorozatokban is.
Színpadi pályafutása is jelentős, több Broadway-musicalben is szerepet kapott, köztük Jerome Robbins 1989-es produkciójában is. Teljesítményét a legjobb musical-főszereplőnek járó Tony-díjjal jutalmazták, illetve a darab a legjobb musical színházi album kategória győztese is lett a Grammy-díjátadón. Emellett látható volt Mel Brooks A producerek című musicaljének Los Angeles-i előadásában is.

## Fiatalkora
Alexander Newarkban született zsidó származású szülők, Ruth Minnie (szül. Simon) ápolónő, egészségügyi alkalmazott és Alexander B. Greenspan könyvelő gyermekeként. Színpadi nevének megalkotásában apja keresztnevét használta fel. Féltestvérei Karen Van Horne és Michael Greenspan. A New Jersey-i Livingstonban nőtt fel, és 1977-ben a Livingston Középiskola (Livingston High School) diákjaként érettségizett Egyetemi tanulmányait a Bostoni Egyetemen végezte, azonban az utolsó évet abbahagyta és New York-ba ment dolgozni. Bostonban klasszikus színjátszással akart foglalkozni, azonban egy tanára, látva testi adottságait, a vígjáték felé terelte, mondván: „Tudom, hogy a szíved és a lelked Hamlet, de soha nem fogod eljátszani Hamletet.” 1995-ben tiszteletbeli egyetemi fokozatot adományozott neki az egyetem. Gyakorló bűvész, és csak azután döntött a színészet mellett, amikor úgy látta, hogy bűvészként nem érhet el jelentős sikereket.

## Színészi pályafutása

### Színház
Alexander New York-i színpadokon kezdte színészi pályafutását, rutinos énekes és táncos. A Broadway-en Stephen Sondheim Vidáman gördülünk tovább (Merrily We Roll Along), Kander és Ebb The Rink, Neil Simon Broadway Bound és Accomplice, illetve Jerome Robbins Jerome Robbins’ Broadway című darabjaiban szerepelt. Utóbbiban nyújtott alakítását 1989-ben a legjobb musicalfőszereplőnek járó Tony-díjjal jutalmazták.
2003-ban újra visszatért a színpadra, és Mel Brooks A producerek című musicaljének Los Angeles-i produkciójában Alexander Martin Short párja volt. Alexander Kelsey Grammer oldalán volt látható Charles Dickens Karácsonyi énekének 2004-es musicaladaptációjában, mely filmes formában is elkészült.
2005-ben részt vett a Barbra Streisand szervezte születésnapi előadáson, melyet a 75 éves Stephen Sondheim tiszteletére tartottak a Hollywood Bowl-ban. A műsorban Angela Lansbury-val a Sweeney Todd-ból adtak elő részleteket. Alexander a Los Angeles-i Reprise Theatre Company művészeti vezetőjeként is dolgozott, ahol rendezőként többek között a Sunday in the Park with George-ot és a Damn Yankees-t is színpadra vitte. 2015-ben Larry David-et váltotta annak Broadway-darabjában, a Fish in the Dark főszerepében. 2017 szeptemberében Sherie Rene Scott oldalán lépett fel John Patrick Shanley The Portuguese Kid című darabjának premierjén a Manhattan Theatre Clubban.

### Televízió
Alexander legismertebb alakítása a többszörös díjnyertes Seinfeld szituációs komédiában volt, amelyben 1989–1998 között egy kétbalkezes de szerethető figurát, George Costanzát (a címszereplő Jerry Seinfeld gyerekkori jóbarátját) játszotta. Alakításáért hét Primetime Emmy-jelölést és négy Golden Globe-jelölést kapott. Három alkalommal épp sorozatbeli kollégája, a Cosmo Kramert alakító Michael Richards nyerte az Emmy-díjat. 1995-ben azonban Alexander volt a Screen Actors Guild-díj első kiadásának díjazottja a Legjobb színész (vígjátéksorozat) kategóriában.
A Seinfeld előtt a John Deere és a McDonald’s reklámfilmjeiben, illetve 1987-ben a CBS rövid életű vígjáték sorozatában, a Minden viszonylagos-ban (Everything’s Relative) volt látható. A Seinfeldbeli szerepével egyidőben szinkronhangja volt a Duckman rajzfilmsorozat főhősének, egy Eric T. Duckman nevű kacsának. A népszerű Dilbert képregénysorozat alapján készült rajzfilmsorozatban Catbertnek, egy gonosz, a humánerőforrás részleget igazgató macskának kölcsönözte hangját.
A Félig üres sorozat második évadának cameoszerepében önmagát alakította, majd a hetedik évadban újra feltűnt a Seinfeld három másik főszereplőjének oldalán. Az ABC A dinoszauruszok szitkomjában több karakternek kölcsönözte a hangját. A színpadi és filmes sikerei ellenére Jason Alexander nem tudott a televízióban olyan sikereket elérni, mint a Seinfelddel. Így a 2001-ben jelentős hírveréssel induló ABC-szitkomot, a Bob Pattersont öt rész után leállították. Alexander ezt részben a szeptember 11-ei terrortámadások utáni országos közhangulattal is magyarázta.
A CBS Listen Up! című szituációs komédiájának főszereplője és producere is volt, azonban a Tony Kornheiser médiaszemélyiség éltén alapuló, 2004 szeptembere és 2005 áprilisa között vetített sorozat nem volt sikeres. A Family Guy: Live in Vegas című CD egyik dalában is közreműködött. A Jóbarátok sorozat Rosita kimúlik epizódjában egy öngyilkos hajlamú irodai alkalmazottat alakított, akit Phoebe hív fel, hogy tonert adjon el neki. Amikor tudomást szerez problémáiról, megpróbálja meggyőzni, hogy ne kövessen el öngyilkosságot. Erre az epizódra utalnak a Malcolm in the Middle egyik részében is, amelyben Alexander Leonard-ot, egy neurotikus és kritikus, magának való embert alakít. Itt úgy beszél magáról, mint aki tonerek telefonos eladásával foglalkozik. Később az epizódban többször is zaklatja egy George – Alexander Seinfeldbeli karakterének keresztneve – nevű ember. 1995-ben Alexander a Bye Bye Birdie musical Albert Petersonját alakította a darab televíziós filmváltozatában. 1996-ban a Muppets Tonight varietéműsorban volt vendégszereplő.

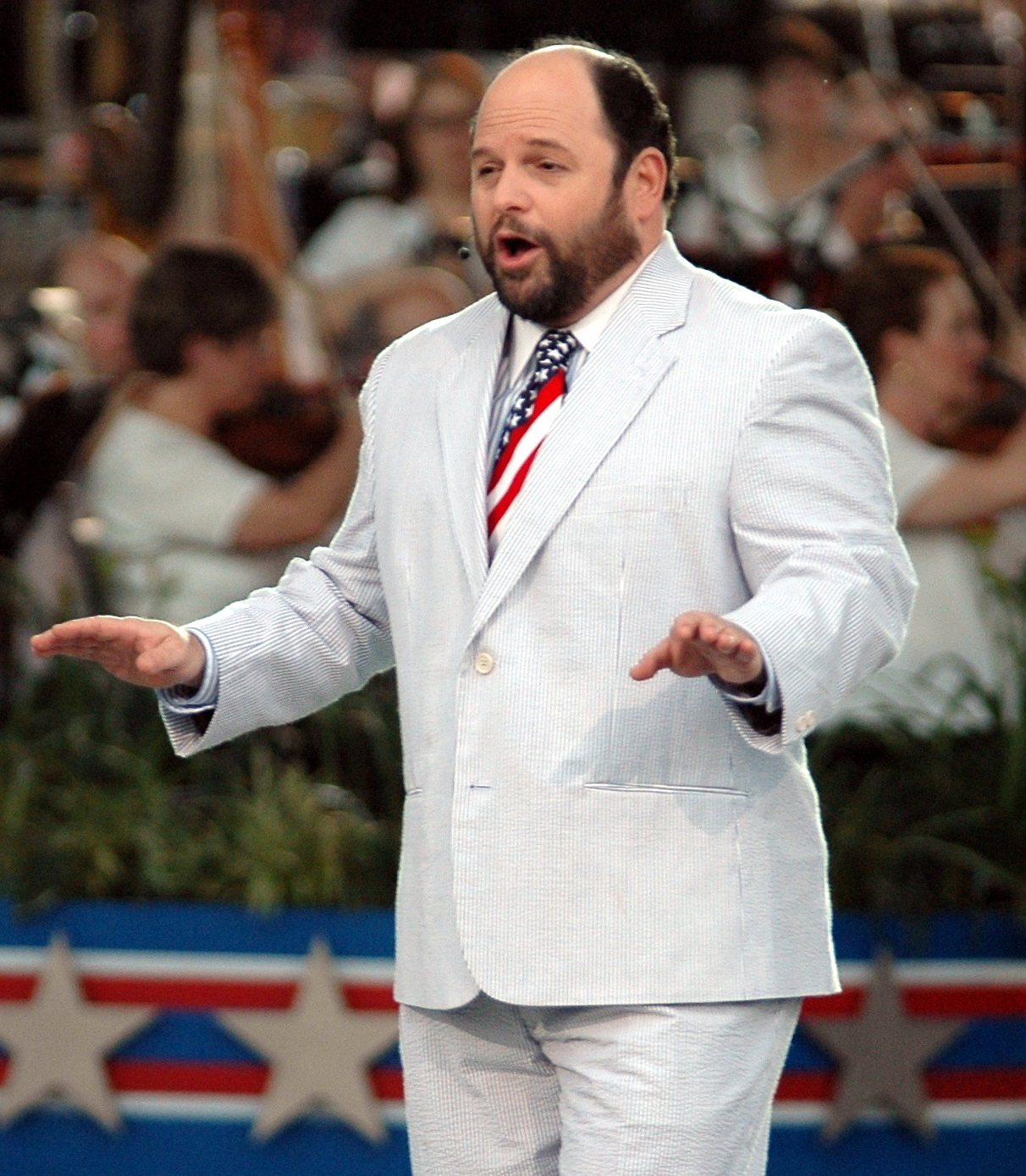
A 2006-os Függetlenség napi ünnepségen

1999-ben elnöke volt a New York Friars Club Roast által szervezett roast-műsornak, melyen Jerry Stiller előtt tisztelegtek. Stiller a Seinfeldben Alexander apját, a lobbanékony Frank Costanzát alakította. Az est folyamán többek között Kevin James és Patton Oswalt is fellépett, akik a Férjek gyöngye vígjátéksorozatban voltak Stiller szereplőtársai.
1999-ben a Star Trek: Voyager Agytröszt című részében Kurros, egy földönkívüli zseni szerepét játszotta, aki meg akarja szerezni Hét Kilencedet, hogy az ő űrhajóján szolgáljon. 2002-ben az Alkonyzóna rövid életű újjáélesztett változatának egyik epizódjában a Halált alakította, illetve ugyanabban az évben A karácsony megmentője című tévéfilmben A.C. Gilbert játékkészítő szerepét öltötte magára. 2005-ben a Monk – A flúgos nyomozó Mr. Monk és a másik nyomozó epizódjában a főszereplő riválisát, Marty Eels magánnyomozót játszotta. 2006-ban a 230. július 4-ei ünnepségek házigazdája volt Washingtonban, melyet a PBS is közvetített. A műsor során énekelt, táncolt és dobolt is. Ugyanabban az évben a Mindenki utálja Christ! második évadjában Edwards igazgató szerepében volt látható, illetve augusztus  13-án William Shatner roastjának házigazdája volt a Comedy Central-on. 2007-ben a Thank God You're Here improvizációs humorműsor sztárvendége volt. Gyakran szerepelt Bill Maher Politically Incorrect és Real Time with Bill Maher című műsoraiban, a Hollywood Squares-ben, a The Late Late Show-ban és a Late Show with David Letterman-ben is.
2008-ban a Gyilkos elmék krimisorozat negyedik évadának Mestermű című epizódjában Rothchild professzort, egy művelt sorozatgyilkost alakított, aki a Fibonacci-számok megszállottja. Ugyanabban az évadban Alexander rendezte a Gyilkos vakáció epizódot. 2011-ben a Harry’s Law sorozatban egy jogtalanul elbocsátott középiskolai tanár szerepét játszotta el. Ugyanabban az évben a Nőj fel, Timmy Turner! tévéfilmben Cosmo szerepében volt látható.
2018-ban az Orville sorozatban Olix, a bárpultos szerepét öltötte magára. Ugyanabban az évben Gene Lundy, egy drámatanár szerepében is látható volt Az ifjú Sheldon egyik részében.
2019-ben A káprázatos Mrs. Maisel sorozatban egy feketelistára került egykori Broadway-drámaírót alakított.

### Mozi
Több mozifilmben is szerepelt, a Micsoda nő! érzéketlen, pénzéhes ügyvédjét, A nagyon nagy ő pancser nőcsábászát alakította, illetve látható volt a Szerelmi csetepaté, Majomparádé, Love and Action in Chicago, Az utolsó vacsora a Jákob lajtorjája pszichológiai horrorban is. A Disney 1996-os rajzfilmjében, A Notre Dame-i toronyőrben a templom egyik vízköpőjét, Hugót szinkronizálta. A rajzfilm videón kiadott folytatásában (A Notre Dame-i toronyőr 2. – A harang rejtélye) és más Disney-produkciókban (Mickey egér klubja, Kingdom Hearts 3D: Dream Drop Distance) is Hugo hangja volt. 2009-ben a Micsoda nő!-beli szereplőtársa, Richard Gere oldalán volt látható a Hacsi, a leghűségesebb barát című filmben.
A filmrendezésbe is belekóstolt, az 1995-ös Holtomiglan, holtodiglan és az 1999-es Just Looking azonban voltak különösen sikeresek.

## Egyéb munkái

### Reklámok
Alexander egyik legkorábbi reklámszereplése egy 1985-ös McDonald’s hírdetésben volt, amelyben énekelve és táncolva népszerűsítette a McDLT hamburgert. 1987-ben a Miller Lite sörreklámjában Yogi Berra baseballjátékos mögött volt látható, amint elképdve hallgatja a sportoló értelmetlen előadását a sörről.
Az 1995-ös Super Bowl ideje alatt vetítették Rold Gold pereceket népszerűsítő reklámot, amelyben egy kutyával végez ejtőernyős ugrást egy repülőgépből. A reklámot úgy vágták meg, mintha Alexander a stadion gyepén, a közönség tapsvihara közepette érne földet. Több KFC-reklámban is látható volt, többek között a San Francisco Giants baseballjátékosa, Barry Bonds vagy a The Bachelorette reality sorozat egyik szereplője Trista Rehn oldalán. A híresztelések szerint később azért nem szerepelt a KFC reklámaiban, mert állítólag a vállalat beszállító vágóhídjain kegyetlenül bánnak az állatokkal, azonban az Adweek 2006 augusztus-i interjújában Alexander kijelentette, hogy: „Ez csak PETA szarság. Szerettem a KFC-vel együtt dolgozni. A PETA megkeresett, hogy közvetítsek közöttük. Úgy gondolom, hogy a KFC lépéseket tett, sajnos a PETA nem.” 2007-ben az ASPCA (Amerikai Társaság az Állatok Elleni Kegyetlenség Megelőzésére) hirdetésében szerepelt.
2018 augusztusában egyike lett azon hírességeknek, akik a KFC gyorsétterem-láncolat szimbólumát, Sanders ezredest személyesítették meg reklámokban.

### Szinkronszerepek
Alexander több filmes és televíziós szinkronszerepet elvállalt. Ezek mellett 2009-ben a Thomas Nelson kiadó audio Bibliájában a The Word of Promise-ban (Az ígéret szava) József hangja volt. A projektben többek között olyan neves hollywoodi színészek vettek részt, mint James Caviezel, Lou Gossett Jr., John Rhys-Davies, Jon Voight, Gary Sinise, Christopher McDonald, Marisa Tomei, Michael York vagy John Schneider.
Az Alkonyzóna rádiós feldolgozásában is több alkalommal vett részt.

### Bűvészet
Fiatal korától érdeklődik a bűvészet iránt, és 2006 áprilisában fellépett a Hollywood-i The Magic Castle-ben. Műsorát a The Academy of Magical Arts „Parlor Magician of the Year” (Év szalonbűvésze) kitüntetéssel jutalmazta. 1989-ben a bűvészakadémia a fiatal bűvészeknek járó Junior Achievement-díjjal tüntette ki.

### Stand-up és házigazda
2008. május 29-én Alexander volt LOL Sudbury nyitóestjének házigazdája a kanadai Sudbury-ben, a műsort pedig élőben közvetítették 60 kanadai moziban, amely az első ilyen eset volt egy humorfesztivál esetében.
2008-ban, majd 2009-ben a Jason Alexander's Comedy Spectacular című műsorral lépett fel Ausztráliában. Az előadások során stand-up comedy-vel, improvizációval és dalokkal szórakoztatta közönségét, és mellette több ismert ausztráliai humorista lépett még színpadra. Egy hasonló show-t tartott 2006-ban Jason Alexander's Comedy Christmas címmel. 2010 elején a The Donny Clay Experience című műsorral lépett fel a Las Vegas-i Planet Hollywood Resort-ban. A címbeli Donny Clay egy, a Bob Patterson sorozatban megformált szerephez hasonló, önsegítő guru. A karakterrel Amerika-szerte is fellépett.

## Jótékonyság
Alexander a Szkleroderma Alapítvány országos szószólója volt. 2005 nyarán Lee Iacocca-val a DaimlerChrysler reklámaiban szerepelt, mellyel Dr. Denise Faustman kutatására gyűjtöttek pénzt, amely autoimmun betegségek gyógyítását tűzte ki célul. Iacocca és Alexander családtagjai között vannak ilyen betegségek által érintettek. 2010. január 6-án ő lett a Jenny Craig fogyókúrás vállalat arca.
Több televízióban közvetített pókerversenyen is részt vett, és a Bravo csatorna Celebrity Poker Showdown 8. évadának győztese volt. Az 500 000 dolláros nyereményét a United Way of America szervezetnek adományozta, hogy New Orleans környékén segítsenek. Alexander részt vett 2007-es World Series of Poker eseményen, de a második napon kiesett a versenyből. 2009-ben a harmadik napig jutott, és a mezőny első 30%-ában végzett. Az NBC Poker After Dark műsorában 6. lett, miután Gavin Smith hivatásos pókerjátékos búcsúztatta.

## Magánélete
Alexander 1982. május 31-én vette feleségül Daena E. Title-t, Stacy Title rendező unokatestvérét. Két fiúgyermekük van, Gabriel és Noah.
Alexander nyilvánosan is támogatja a OneVoice mozgalmat, amely az izraeli-palesztin konfliktus rendezéséért dolgozik. A Real Time with Bill Maher műsorban elmondta, hogy több alkalommal is járt Izraelben, és ottani élményeiről beszélt.
2012-ben támogatta Barack Obama elnök újraválasztását.

## Szerepei

### Film
| Film             | Film                                            | Film                                        | Film                                        | Film                                             |
| Év               | Magyar cím                                      | Eredeti cím                                 | Szerep                                      | Megjegyzés                                       |
| ---------------- | ----------------------------------------------- | ------------------------------------------- | ------------------------------------------- | ------------------------------------------------ |
| 1981             | Az erdei fantom                                 | The Burning                                 | Dave                                        |                                                  |
| 1986             | A Moszkító-part                                 | The Mosquito Coast                          | Bolti eladó                                 |                                                  |
| 1986             | Kamaszkorom története                           | Brighton Beach Memoirs                      | Pool-játékos                                |                                                  |
| 1990             | Micsoda nő!                                     | Pretty Woman                                | Philip Stuckey                              |                                                  |
| 1990             | A gyönyör rabjai                                | White Palace                                | Neil                                        |                                                  |
| 1990             | Jákob lajtorjája                                | Jacob's Ladder                              | Mr. Geary                                   |                                                  |
| 1992             | Nem veszek több csókot                          | I Don’t Buy Kisses Anymore                  | Bernie Fishbine                             |                                                  |
| 1993             |                                                 | Sexual Healing                              | Frank                                       | Rövidfilm                                        |
| 1993             | Csúcsfejek                                      | Coneheads                                   | Larry Farber                                |                                                  |
| 1993             |                                                 | For Goodness Sake                           | VCR-vásárló                                 | Rövidfilm                                        |
| 1994             | Lapzárta                                        | The Paper                                   | Marion Sandusky                             |                                                  |
| 1994             | Világgá mentem                                  | North                                       | North apja                                  |                                                  |
| 1994             | Aladdin 2. – Aladdin és Jafar                   | The Return of Jafar                         | Abis Mal                                    | Video-kiadás; szinkronhang                       |
| 1994             | Szupermanus                                     | Blankman                                    | Mr. Stone                                   |                                                  |
| 1995             |                                                 | For Better or Worse                         | Michael Makeshift                           | Rendező is                                       |
| 1995             | Az utolsó vacsora                               | The Last Supper                             | Antikörnyezetvédő                           |                                                  |
| 1996             | Majomparádé                                     | Dunston Checks In                           | Robert Grant                                |                                                  |
| 1996             | A Notre Dame-i toronyőr                         | The Hunchback of Notre Dame                 | Hugo                                        | Szinkronhang                                     |
| 1997             | Szerelmi csetepaté                              | Love! Valour! Compassion!                   | Buzz Hauser                                 |                                                  |
| 1998             | Szex a lelke mindennek                          | Denial                                      | Art Witz                                    |                                                  |
| 1999             |                                                 | Madeline: Lost in Paris                     | Henri / Horst bácsi                         | Video-kiadás; szinkronhang                       |
| 1999             |                                                 | Love and Action in Chicago                  | Frank Bonner                                |                                                  |
| 1999             |                                                 | Just Looking                                | Rádióbemondó                                | Nem szerepel a stáblistán; csak hang; rendező is |
| 2000             | Rocky és Bakacsin kalandjai                     | The Adventures of Rocky and Bullwinkle      | Boris Badenov                               |                                                  |
| 2000             |                                                 | Let's Rap Fire Safety                       | Füstérzékelő                                | Oktató film; szinkronhang                        |
| 2001             | A trombitás hattyú                              | The Trumpet of the Swan                     | Hattyú apuka                                | Szinkronhang                                     |
| 2001             |                                                 | On Edge                                     | Zamboni Phil                                |                                                  |
| 2001             | A nagyon nagy ő                                 | Shallow Hal                                 | Mauricio Wilson                             |                                                  |
| 2002             | A Notre Dame-i toronyőr 2. – A harang rejtélye  | The Hunchback of Notre Dame II              | Hugo                                        | Video-kiadás; szinkronhang                       |
| 2003             | 101 kiskutya 2. – Paca és Agyar                 | 101 Dalmatians II: Patch’s London Adventure | Gyáva                                       | DVD-kiadás; szinkronhang                         |
| 2006             | Eszement szerelem                               | Ira and Abby                                | Dr. Morris Saperstein                       |                                                  |
| 2006             | Gengszter horror                                | Hood of Horror                              | Brit lemezmogul                             |                                                  |
| 2006             |                                                 | How to Go Out on a Date in Queens           | Johnny                                      |                                                  |
| 2006             | Pingvin-show                                    | Farce of the Penguins                       | Hasaló pingvin                              | DVD-kiadás; szinkronhang                         |
| 2007             | A nagy játszma                                  | The Grand                                   | Dr. Yakov Achmed                            |                                                  |
| 2009             |                                                 | Rock Slyde                                  | Stan a postás                               |                                                  |
| 2009             | Hacsi, a leghűségesebb barát                    | Hachi: A Dog's Tale                         | Carl                                        |                                                  |
| 2010             |                                                 | Quantum Quest: A Cassini Space Odyssey      | Moronic                                     | Szinkronhang                                     |
| 2011             |                                                 | The Voyages of Young Doctor Dolittle        | Eugene                                      | DVD-kiadás; szinkronhang                         |
| 2012             |                                                 | Stars in Shorts                             | Sid Rosenthal                               | Rövidfilmek – Not Your Time rész                 |
| 2014             |                                                 | Lucky Stiff                                 | Vinnie Di Ruzzio                            |                                                  |
| 2015             | Joker                                           | Wild Card                                   | Pinky                                       |                                                  |
| 2015             | Az utaskísérő – Senkit nem hagy kielégítetlenül | Larry Gaye: Renegade Male Flight Attendant  | Larry apja                                  |                                                  |
| 2016             | Tom és Jerry Óz birodalmában                    | Tom and Jerry: Back to Oz                   | Mr. Lucius Bibb / Dobbantó, az izék királya | DVD-kiadás; szinkronhang                         |
| 2018             |                                                 | The Portuguese Kid                          | Barry Dragonetti                            |                                                  |
| 2020             |                                                 | My Boyfriend’s Meds                         | Dr. Sternbach                               |                                                  |
| 2023             | Leó                                             | Leo                                         | Jayda apja (hangja)                         |                                                  |
| 2025             | Elektronikus állam                              | The Electric State                          | Ted                                         |                                                  |
| Megjelenés alatt |                                                 | The Gettysburg Address                      | Noah Brooks                                 | Dokumentumfilm; szinkronhang                     |

### Televízió
Színészként
| Színészként  | Színészként                | Színészként                                    | Színészként        | Színészként                                          |
| Év           | Magyar cím                 | Eredeti cím                                    | Szerep             | Megjegyzés                                           |
| ------------ | -------------------------- | ---------------------------------------------- | ------------------ | ---------------------------------------------------- |
| 1981         |                            | Senior Trip                                    | Pete               | Tévéfilm                                             |
| 1984–1985    |                            | E/R                                            | Harold Stickley    | 15 epizód                                            |
| 1986         |                            | Rockabye                                       | Ernest Foy hadnagy | Tévéfilm                                             |
| 1987         | Minden viszonylagos        | Everything's Relative                          | Julian Beeby       | 10 epizód                                            |
| 1988         |                            | Newhart                                        | Ramming            | 1 epizód                                             |
| 1989–1998    |                            | Seinfeld                                       | George Costanza    | 179 epizód                                           |
| 1992–1993    | A dinoszauruszok           | Dinosaurs                                      | Különböző szerepek | 7 epizód; szinkronhang                               |
| 1993         |                            | Dream On                                       | Randall Townsend   | 1 epizód                                             |
| 1994–1997    | Duckman                    | Duckman                                        | Eric Duckman       | 71 epizód; szinkronhang                              |
| 1994, 1998   |                            | The Larry Sanders Show                         | Önmaga             | 2 epizód                                             |
| 1994         | Aladdin                    | Aladdin                                        | Abis Mal           | 14 epizód; szinkronhang                              |
| 1995         |                            | Bye Bye Birdie                                 | Albert Peterson    | Tévéfilm                                             |
| 1996         |                            | Muppets Tonight                                | Himself            | 1 epizód                                             |
| 1996         | A dadus                    | The Nanny                                      | Jack               | 1 epizód                                             |
| 1997         |                            | Remember WENN                                  | Alan Ballinger     | 1 epizód                                             |
| 1997         | Hamupipőke                 | Cinderella                                     | Lionel             | Tévéfilm                                             |
| 1998–1999    | Herkules                   | Hercules                                       | Poszeidón          | 7 epizód; szinkronhang                               |
| 1999         |                            | Jingle Bells                                   | Manó               | Tévéfilm; szinkronhang                               |
| 1999         |                            | Star Trek: Voyager                             | Kurros             | 1 epizód                                             |
| 1999–2000    |                            | Dilbert                                        | Catbert            | 9 epizód; szinkronhang                               |
| 2001, 2009   | Félig üres                 | Curb Your Enthusiasm                           | Önmaga             | 5 epizód                                             |
| 2001         | Jóbarátok                  | Friends                                        | Earl               | 1 epizód                                             |
| 2001         |                            | Bob Patterson                                  | Bob Patterson      | 9 epizód; producer is                                |
| 2001         | Tarzan legendája           | The Legend of Tarzan                           | Zutho              | 1 epizód; szinkronhang                               |
| 2002         | Tengerparti fenegyerek     | Son of the Beach                               | Tex Finklestein    | 1 epizód                                             |
| 2002         | Mickey egér klubja         | House of Mouse                                 | Hugo               | 1 epizód; szinkronhang                               |
| 2002         | Alkonyzóna                 | The Twilight Zone                              | Halál              | 1 epizód                                             |
| 2002         | A karácsony megmentője     | The Man Who Saved Christmas                    | A.C. Gilbert       | Tévéfilm                                             |
| 2003         | Már megint Malcolm         | Malcolm in the Middle                          | Leonard            | 1 epizód                                             |
| 2004–2005    |                            | Listen Up!                                     | Tony Kleinman      | 22 epizód; producer is                               |
| 2004         | Karácsonyi ének            | A Christmas Carol                              | Jacob Marley       | Tévéfilm                                             |
| 2005         | Monk – A flúgos nyomozó    | Monk                                           | Marty Eels         | 1 epizód                                             |
| 2006         |                            | Odd Job Jack                                   | Don                | 1 epizód; szinkronhang                               |
| 2006–2007    | Mindenki utálja Christ!    | Everybody Hates Chris                          | Principal Edwards  | 2 epizód                                             |
| 2006         |                            | Campus Ladies                                  | Professzor         | 1 epizód                                             |
| 2008         | Christine kalandjai        | The New Adventures of Old Christine            | Dr. Palmer         | 1 epizód                                             |
| 2008         | Gyilkos elmék              | Criminal Minds                                 | Prof. Rothchild    | 1 epizód                                             |
| 2009         |                            | Meteor                                         | Dr. Chetwyn        | 2 epizód                                             |
| 2010–2013    | Pecatanya                  | Fish Hooks                                     | Mr. Nibbles        | 3 epizód; szinkronhang                               |
| 2010         | A Cleveland-show           | The Cleveland Show                             | Saul Friedman      | 3 epizód; szinkronhang                               |
| 2010         | Amerikai fater             | American Dad!                                  | Sal                | 1 epizód; szinkronhang                               |
| 2011         |                            | Glenn Martin DDS                               | Brandon            | 1 epizód; szinkronhang                               |
| 2011         | Franklin és Bash           | Franklin & Bash                                | Carter Lang        | 1 epizód                                             |
| 2011         |                            | Harry’s Law                                    | Richard Cross      | 1 epizód                                             |
| 2011         |                            | China, IL                                      | Harold             | 2 epizód; szinkronhang                               |
| 2011         | Nőj fel, Timmy Turner!     | A Fairly Odd Movie: Grow Up, Timmy Turner!     | Cosmo              | Tévéfilm                                             |
| 2011         | Dóra, a felfedező          | Dora the Explorer                              | Bagoly             | 3 epizód; szinkronhang                               |
| 2012         | Két pasi – meg egy kicsi   | Two and a Half Men                             | Dr. Goodman        | 1 epizód                                             |
| 2012         |                            | Clipaholics                                    | Narrátor           | 8 epizód                                             |
| 2013         | Balfékek                   | Community                                      | Mountain Man       | 1 epizód                                             |
| 2014         |                            | Comedians in Cars Getting Coffee               | George Costanza    | 1 epizód                                             |
| 2014         |                            | Kirstie                                        | Stanford Temple    | 1 epizód                                             |
| 2014         | Tom és Jerry-show          | The Tom and Jerry Show                         | Rick               | 3 epizód; szinkronhang                               |
| 2014         |                            | How Murray Saved Christmas                     | Doc Holiday        | Tévéfilm; szinkronhang                               |
| 2015         | Rémálomgyár                | Big Time in Hollywood, FL                      | Önmaga             | 1 epizód                                             |
| 2015         | Penn Zero, a félállású hős | Penn Zero: Part-Time Hero                      | Wallace edző       | 1 epizód; szinkronhang                               |
| 2015         | Tömény történelem          | Drunk History                                  | William M. Tweed   | 1 epizód                                             |
| 2015–2016    |                            | The Grinder                                    | Cliff Bemis        | 4 epizód                                             |
| 2016         |                            | The Mark Lembeck Technique                     | Mark Lembeck       | Pilot                                                |
| 2016         |                            | Best Worst Thing That Ever Could Have Happened | Önmaga             | Dokumentumfilm                                       |
| 2017         | Állatok                    | Animals.                                       | Alga               | 1 epizód; szinkronhang                               |
| 2017         | A Simpson család           | The Simpsons                                   | Bourbon Verlander  | 1 epizód; szinkronhang                               |
| 2017         |                            | Hit the Road                                   | Ken Swallow        | 8 epizód; társalkotó, forgatókönyvíró és producer is |
| 2017–2018    | Kody kalandjai             | Kody Kapow                                     | Goji               | 26 epizód; szinkronhang                              |
| 2017, 2019   |                            | Robot Chicken                                  | Krampusz           | 2 epizód; szinkronhang                               |
| 2018–2020    | Az ifjú Sheldon            | Young Sheldon                                  | Gene Lundy         | 3 epizód                                             |
| 2018         |                            | Broadway: Beyond the Golden Age                | Önmaga             | Documentumfilm                                       |
| 2018–2019    | Orville                    | The Orville                                    | Olix               | 2 epizód                                             |
| 2019         |                            | The Bug Diaries                                | Cicada             | 1 epizód; szinkronhang                               |
| 2019         |                            | Richard Lovely                                 | Mr. Mouse          | Pilot; szinkronhang                                  |
| 2019         |                            | Pinky Malinky                                  | Hop polgármester   | Szinkronhang                                         |
| 2019–present |                            | Harley Quinn                                   | Sy Borgman         | 8 epizód; szinkronhang                               |
| 2019         | A káprázatos Mrs. Maisel   | The Marvelous Mrs. Maisel                      | Asher Friedman     | 2 epizód                                             |

Rendezőként
| Rendezőként | Rendezőként                | Rendezőként            |
| Év          | Sorozat                    | Epizód                 |
| ----------- | -------------------------- | ---------------------- |
| 1992        | Seinfeld                   | The Good Samaritan     |
| 2006        | Campus Ladies              | A Very Special Episode |
| 2007–2008   | Mindenki utálja Christ!    | 2 epizód               |
| 2009        | Gyilkos elmék              | Gyilkos vakáció        |
| 2010        | Míg a halál el nem választ | Horkol-gondok          |
| 2012        | Franklin és Bash           | Az utolsó tánc         |
| 2012        | Mike és Molly              | Vince megfürdik        |

Videóklip
| Videóklip | Videóklip    | Videóklip              | Videóklip              | Videóklip                        |
| Év        | Előadó       | Cím                    | Szerep                 | Megjegyzés                       |
| --------- | ------------ | ---------------------- | ---------------------- | -------------------------------- |
| 2007      | Brad Paisley | Celebrity              | Önmaga a Starbucks-ban |                                  |
| 2007      | Brad Paisley | Online                 | Stréber                | Alexander rendezte a videóklipet |
| 2012      | Nickelback   | Trying Not to Love You | Kávéhab-művész         |                                  |

Videójáték
| Videójáték | Videójáték                                               | Videójáték | Videójáték   |
| Év         | Eredeti cím                                              | Szerep     | Megjegyzés   |
| ---------- | -------------------------------------------------------- | ---------- | ------------ |
| 1996       | Disney's Animated Storybook: The Hunchback of Notre Dame | Hugo       | Szinkronhang |
| 1996       | The Hunchback of Notre Dame: Topsy Turvy Games           | Hugo       | Szinkronhang |
| 2012       | Kingdom Hearts 3D: Dream Drop Distance                   | Hugo       | Szinkronhang |

### Színház
| Év        | Cím                      | Szerep                           | Színház                 | Forrás |
| --------- | ------------------------ | -------------------------------- | ----------------------- | ------ |
| 1981      | Merrily We Roll Along    | Joe                              | Neil Simon Theatre      | [ 42 ] |
| 1982      | Forbidden Broadway       |                                  | Stage 72                | [ 42 ] |
| 1984      | The Rink                 | Lino/Lenny/Punk/Fausto nagybácsi | Al Hirschfeld Theatre   | [ 42 ] |
| 1985–1986 | Personals                | Louis/Egyebek                    | Minetta Lane Theatre    | [ 42 ] |
| 1986–1988 | Broadway Bound           | Stanley                          | Broadhurst Theatre      | [ 42 ] |
| 1989–1990 | Jerome Robbins’ Broadway | Narrátor                         | Imperial Theatre        | [ 42 ] |
| 1990      | Accomplice               |                                  | Richard Rodgers Theater | [ 42 ] |
| 2003–2004 | The Producers            | Max Bialystock                   | Országos turné          | [ 42 ] |
| 2008      | The Odd Couple           | Oscar Madison                    | Színpadi felolvasás     | [ 42 ] |
| 2013      | Broadway Bound           |                                  | Rendező Odyssey Theatre | [ 42 ] |
| 2015      | Fish in the Dark         | Norman Drexel                    | Cort Theatre            | [ 42 ] |
| 2017      | The Portuguese Kid       | Barry Dragonetti                 | Manhattan Theatre Club  | [ 42 ] |
| 2019      | The Last Five Years      |                                  | Rendező Syracuse Stage  | [ 43 ] |

## Fontosabb díjak és jelölések
Tony-díj
| Év   | Kategória                           | Előadás                  | Eredmény | Forrás |
| ---- | ----------------------------------- | ------------------------ | -------- | ------ |
| 1989 | legjobb férfi főszereplő musicalben | Jerome Robbins’ Broadway | Elnyerte | [ 44 ] |

Golden Globe-díj
| Év   | Díj                                                               | Műsor    | Eredmény | Forrás |
| ---- | ----------------------------------------------------------------- | -------- | -------- | ------ |
| 1992 | legjobb férfi mellékszereplő (sorozat, minisorozat vagy tévéfilm) | Seinfeld | Jelölve  | [ 45 ] |
| 1993 | legjobb férfi mellékszereplő (sorozat, minisorozat vagy tévéfilm) | Seinfeld | Jelölve  | [ 45 ] |
| 1994 | legjobb férfi mellékszereplő (sorozat, minisorozat vagy tévéfilm) | Seinfeld | Jelölve  | [ 45 ] |
| 1997 | legjobb férfi mellékszereplő (sorozat, minisorozat vagy tévéfilm) | Seinfeld | Jelölve  | [ 45 ] |

Primetime Emmy-díj
| Év   | Kategória                                      | Műsor    | Epizód                         | Eredmény | Forrás |
| ---- | ---------------------------------------------- | -------- | ------------------------------ | -------- | ------ |
| 1992 | legjobb férfi mellékszereplő (vígjátéksorozat) | Seinfeld | The Note + The Tape            | Jelölve  | [ 45 ] |
| 1993 | legjobb férfi mellékszereplő (vígjátéksorozat) | Seinfeld | The Contest + The Outing       | Jelölve  | [ 45 ] |
| 1994 | legjobb férfi mellékszereplő (vígjátéksorozat) | Seinfeld | The Hamptons + The Opposite    | Jelölve  | [ 45 ] |
| 1994 | legjobb vendégszínész (vígjátéksorozat)        | Dream On | Oral Sex, Lies, and Videotape  | Jelölve  | [ 45 ] |
| 1995 | legjobb férfi mellékszereplő (vígjátéksorozat) | Seinfeld | The Gymnast + The Race         | Jelölve  | [ 45 ] |
| 1996 | legjobb férfi mellékszereplő (vígjátéksorozat) | Seinfeld | The Pool Guy + The Invitations | Jelölve  | [ 45 ] |
| 1997 | legjobb férfi mellékszereplő (vígjátéksorozat) | Seinfeld | The Comeback                   | Jelölve  | [ 45 ] |
| 1998 | legjobb férfi mellékszereplő (vígjátéksorozat) | Seinfeld | The Strike                     | Jelölve  | [ 45 ] |

Screen Actors Guild-díj
| Év   | Díj                                     | Műsor    | Eredmény | Forrás |
| ---- | --------------------------------------- | -------- | -------- | ------ |
| 1994 | legjobb szereplőgárda (vígjátéksorozat) | Seinfeld | Elnyerte | [ 45 ] |
| 1994 | legjobb színész (vígjátéksorozat)       | Seinfeld | Elnyerte | [ 45 ] |
| 1995 | legjobb szereplőgárda (vígjátéksorozat) | Seinfeld | Jelölve  | [ 45 ] |
| 1995 | legjobb színész (vígjátéksorozat)       | Seinfeld | Jelölve  | [ 45 ] |
| 1996 | legjobb szereplőgárda (vígjátéksorozat) | Seinfeld | Elnyerte | [ 45 ] |
| 1996 | legjobb színész (vígjátéksorozat)       | Seinfeld | Jelölve  | [ 45 ] |
| 1997 | legjobb szereplőgárda (vígjátéksorozat) | Seinfeld | Elnyerte | [ 45 ] |
| 1997 | legjobb színész (vígjátéksorozat)       | Seinfeld | Jelölve  | [ 45 ] |
| 1998 | legjobb színész (vígjátéksorozat)       | Seinfeld | Jelölve  | [ 45 ] |